# 舉世盛名體育場巡迴演唱會
舉世盛名體育場巡迴演唱會（英語：Taylor Swift's Reputation Stadium Tour，其中“Reputation”风格化为全小写），全名为泰勒絲的舉世盛名體育場巡迴演唱會（英語：Taylor Swift's Reputation Stadium Tour）是美国创作歌手泰勒絲为了宣传其第六张录音室专辑《舉世盛名》而举办的第五次巡回演唱会。巡演於2018年5月8日在美國格蘭岱爾開始，於2018年11月21日在日本東京結束，總計53場演出。為巡演暖場的是卡蜜拉·卡貝羅、查莉XCX與布魯茲樂團。本巡演也讓泰勒絲成為當時全世界的女歌手中收入第三高的演唱會 (3.45億美元)，也是美國史上收入最高的演唱會，並打破了此前泰勒絲在1989世界巡迴演唱會 (2.5億美元）創下的其個人巡回演唱會記錄。
2018年12月13日，泰勒絲宣布與Netflix合作，宣布将于2018年12月31日于Netflix全球同步上線巡演電影，巡演電影在2018年10月6日拍攝於美國德州阿靈頓的AT&T體育場。

## 背景
2017年8月24日，泰勒絲釋出全新單曲《看是你逼我的》，同時宣佈與售票系統Ticketmaster合作，推出「Taylor Swift Tix」，參與者需註冊帳號，預先選擇城市，透過購買專輯，觀看影片等方式獲得積分，才可優先於門票預售時購票，透過這種方式來過濾粉絲與黃牛，同時避免有心人士以不當手法駭入網站獲取門票。此服務僅適用於北美洲地區的場次。
2017年11月13日，泰勒絲的團隊於官方推特及網站發佈第一階段於北美洲的巡演日程，巡演將於2018年5月8日開始 ，參與「Taylor Swift Tix」的粉絲，可優先預購，門票於2017年12月13日公開發售。2017年11月24日，官方發佈於英國及愛爾蘭的演出的日程，門票會搶先北美場次於2017年12月1日公開發售。大洋洲場次於2017年12月3日發佈。2018年3月1日，泰勒絲宣佈卡蜜拉·卡貝羅與查莉XCX將會為巡演的北美洲場及歐洲場進行暖場演出。 2018年5月8日，泰勒絲宣佈2場於日本東京的演出，由查莉XCX一人暖場。
由於觀眾熱烈反應，聖塔克拉拉、帕薩迪納、芝加哥、曼徹斯特、都柏林、倫敦、蘭德歐弗、費城、東盧瑟福、福客斯堡、多倫多、亞特蘭大、明尼亞波利斯及阿靈頓皆加場演出。

## 評價

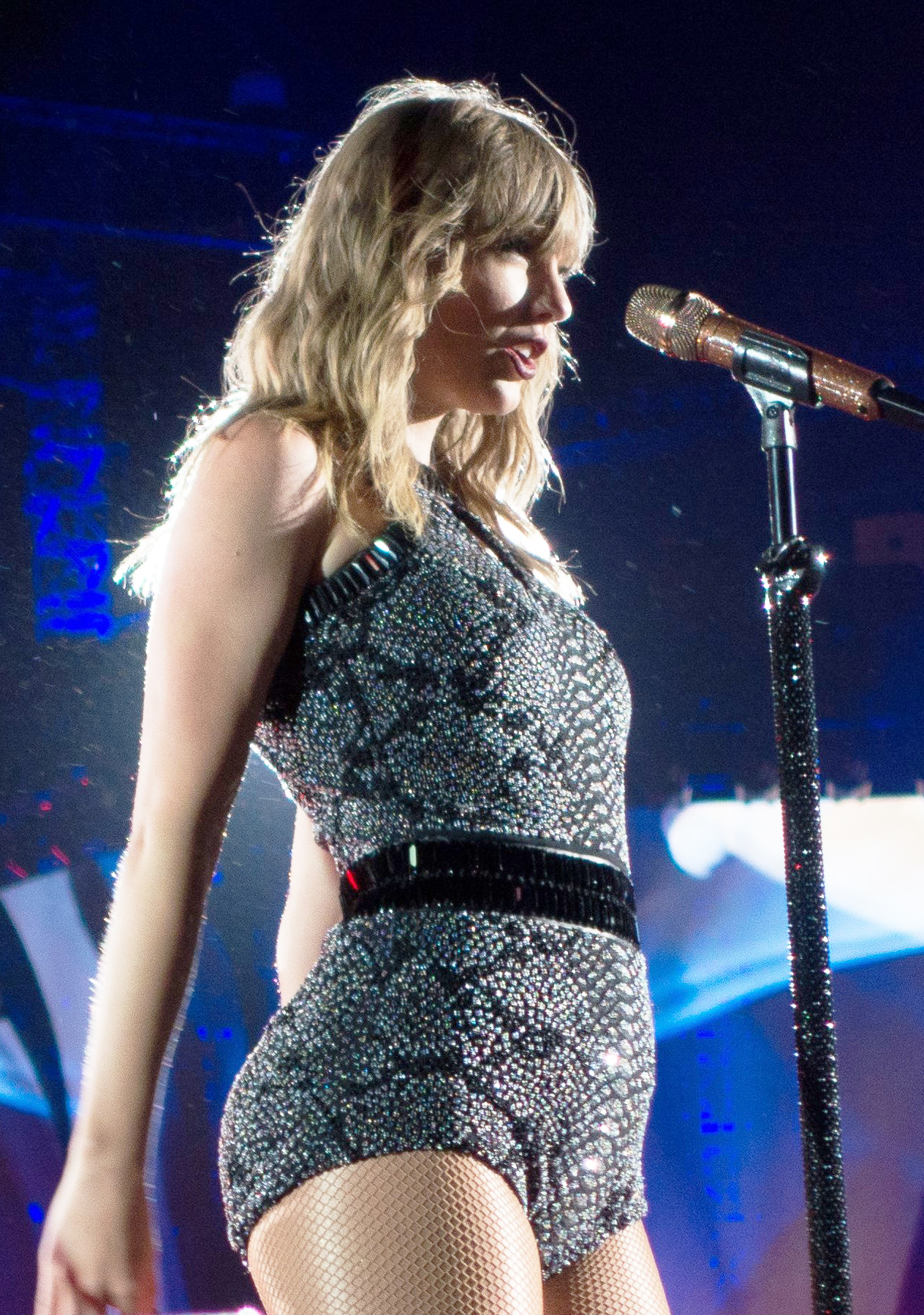
泰勒絲於加州聖塔克拉拉的李維斯體育場中演出

舉世盛名體育場巡迴演唱會受到了評論家的積極評價，被譽為泰勒絲事業生涯最精彩的巡演。 亞利桑那共和報的Ed Masley在觀賞巡演後寫道「即使坐到體育場的後排位置，很多時候你仍然能夠感受到泰勒絲透過各種精彩時刻來讓你感受到她是在為粉絲們表演。」以讚揚巡演對於泰勒絲和粉絲之間互動的高水準製作。 聖荷西信使報的Jim Harrington就對於泰勒絲近年在改善唱功和表演技藝的成績作出讚譽。 KPIX-TV的Christ Tuite則對於在演唱會途中，巡演團隊更換服裝的空檔時，所帶來的舞台效果作出了肯定。在303 雜誌中，Michael Tritsch對巡演的評論寫道：「這場開闢新天新地的巡演，為將來的體育場巡演締造了一個難以跨越的水準，」他續寫道「舉世盛名巡演的熱血火焰已經在歷史上留下了深刻的烙印。」

## 商業表現

### 門票銷售
根據告示牌雜誌報導，靠著單場2億2500萬至3億新台幣的票房收入，巡演總收入可達117億至153億新台幣，可望成為全球收入最高的巡迴演唱會。在門票以粉絲認證平台發售的四天後及自2017年12月13日開始公開發售的三天後，門票已進帳54億新台幣。根據Pollstar雜誌報導，在2018年5月12日於聖塔克拉拉的李維斯體育場舉行的演出，超過4萬7000張門票被售出，進帳近2億7000萬新台幣，促使額外場次被新增。
在巡演開跑的11天前，亞利桑那州體育與旅遊管理局的總裁證實泰勒絲在格蘭岱爾的鳳凰城大學體育場的演唱會已經打破過去一世代於2014年創下的56,524名之上座人數紀錄。

### 票房成績
巡演以首七場演出以39萬張門票的銷量賺進了5400萬美元，令泰勒絲成為了2018年6月的告示牌熱門巡演榜首。泰勒絲於格蘭岱爾及聖塔克拉拉（兩場）的售罄場次分別以59157及107550張票各賺進了721萬及1400萬美元，而5月18及19日於帕薩迪納的兩個場次亦進帳近1630萬美元，其後於西雅圖場次再賺進了860萬美元。在7月的報導中，巡演於路易維爾及哥倫比亞合共賣出了大約11萬5千張門票，總收入為1150萬美元，而因為及後場次亦獲得了不俗的票房表現（6萬3000張門票為泰勒絲帶來了660萬美元的收入），令巡演再度登上告示牌熱門巡演榜首。舉世盛名巡迴演唱會最終以3.45億美元票房總收入而登上美國史上收入最高的巡迴演唱會，同時亦是全球女歌手巡演總票房收入中的第二高。

## 曲目
以下列表仅以2018年5月8日格蘭岱爾場表演的曲目为代表，具体曲目在其他各场次可能出现变化。
1. 《準備好了嗎》
2. 《我的錯》
3. 《完美情人》
4. /《爱情故事》/《与我同在》
5. 《看是你逼我的》
6. 《游戏终结》
7. 《心的主人》
8. 《不堪一击》
9. 《通通甩掉》 （與查莉XCX（巡演全程）和卡蜜拉·卡貝羅（北美/歐洲場）或布魯茲雙人組成員喬治亞·諾特（大洋洲場）合唱）
10. 《束手共舞》或《自然而然》（清唱）
11. 《回憶太清晰》或「驚喜曲目」（清唱）
12. 《空白》
13. 《长裙》
14. 《壞到底》/《早該拒絕》
15. 《别怪我》
16. 《直到永遠》/《新年日》
17. 《亡命飛車》
18. 《随你怎么说》
19. 《絕對絕對分定了》/《为何我们无法相处》

- 在蘭德歐弗第一場、費城第二場、東盧瑟福第三場、福克斯堡第三場、多倫多第二場明尼亞波利斯第二場及東京第二場，泰勒絲表演《自然而然》以取代《束手共舞》。
- 在費城第二場，在《不堪一擊》時所使用的浮空道具故障後，泰勒絲清唱表演《我們的歌》和《狂野之夢》。
- 在東盧瑟福第二場，泰勒絲在《直到永遠》/《新年日》組曲前演唱《淨空》。
- 在悉尼场，由于现场大雨导致演唱会开场时间推后，泰勒絲取消了《束手共舞》的演唱，直接演唱了驚喜曲目。

泰勒絲在演唱會第10首時，有時會唱《回憶太清晰》，有時也會唱驚喜曲目，以下未列出的場次皆演唱《回憶太清晰》。
- 在圣塔克拉拉第一場表演《狂野的梦》。
- 在圣塔克拉拉第二場表演《美好日子》。
- 在帕薩迪納第一場表演《紅色》。
- 在西雅圖表演《聖地》。
- 在丹佛表演《淚灑吉他》。
- 在芝加哥第一場表演《我們的歌》。
- 在芝加哥第二場表演《二十二歲》。
- 在曼徹斯特第一場表演《我知道你是大麻煩》。
- 在曼徹斯特第二場表演《無愛不活》。
- 在都柏林第一場表演《太刻薄》。
- 在都柏林第二場表演《俘获芳心》。
- 在倫敦第一場表演《自然而然》。
- 在倫敦第二場表演《十五歲》。
- 在路易維爾表演《我的最愛》。
- 在哥倫布表演《火花飛舞》。
- 在蘭德歐弗第一場表演《恩寵狀態》。
- 在蘭德歐弗第二場表演《心神不寧》。
- 在費城第一場表演《長不大》。
- 在費城第二場表演《危險關係》。
- 在克里夫蘭表演《寶貝》。
- 在東盧瑟福第一場表演《歡迎光臨紐約》。
- 在東盧瑟福第二場表演《無懼的愛》。
- 在東盧瑟福第三場表演《着迷》。
- 在福克斯堡第一場表演《二十二岁》。
- 在福克斯堡第二場表演《改變》。
- 在福克斯堡第三場表演《有你有我》。
- 在多倫多第一場表演《脱离困境》。
- 在多倫多第二場表演《回來我身邊》。
- 在匹茲堡表演《一席之地》。
- 在亞特蘭大第一場表演《這份愛》。
- 在亞特蘭大第二場表演《幸運的人》。
- 在坦帕表演《隐形的愛》。
- 在邁阿密表演《呼吸》。
- 在納許維爾表演《更好的人》。
- 在底特律表演《墜入愛河》。
- 在明尼亞波利斯第一場表演《重新開始》。
- 在明尼亞波利斯第二場表演《面帶微笑》。
- 在堪薩斯城表演《我們的故事》。
- 在印第安納波利斯表演《天長地久》。
- 在聖路易表演《給史蒂芬》。
- 在紐奧良表演《愛的告白》。
- 在休士頓表演《樂園》。
- 在阿靈頓第一場表演《白馬王子》。
- 在珀斯表演《我知道你是大麻烦》。
- 在墨尔本表演《只有和你在一起才是我自己》。
- 在悉尼表演《二十二歲》。
- 在布里斯班表演《星光》。
- 在奧克蘭表演《脱离困境》。
- 在東京第一場表演表演《藏身之地》。
- 在東京第二場表演表演《狂野的夢》。

絲薇芙特為帶給粉絲驚喜，邀請特別嘉賓和她共同表演
- 2018年5月18日，帕薩迪納：與尚恩·曼德斯表演《無所顧忌》
- 2018年5月19日，帕薩迪納：與特洛伊·希文表演《我 我 我！》；與席琳娜·戈梅茲表演《無法按耐》。
- 2018年6月22日，倫敦：與奈爾·霍蘭表演《柔情雙手》。
- 2018年6月23日，倫敦：與羅比·威廉斯表演《天使》。
- 2018年7月26日，福克斯堡：與海莉·喜代子表演《好奇》。
- 2018年8月4日，多倫多：與布萊恩·亞當斯表演《1969年的夏天》。
- 2018年8月25日，納許維爾：與提姆·麥克羅和費絲·希爾表演《提姆·麥克羅》。
- 2018月10月5日，阿靈頓：與馬倫·摩爾斯表演《各退一步》。
- 2018月10月6日，阿靈頓：與甜園合唱團表演《寶貝》。

## 場次列表
| 日期              | 城市              | 國家                                 | 舉辦場館 （當地名稱）                                          | 暖場嘉賓              | 觀賞人數 （上座人數 / 開放人數） | 票房收入（美元）  |
| 第一階段 — 北美洲 | 第一階段 — 北美洲 | 第一階段 — 北美洲                    | 第一階段 — 北美洲                                              | 第一階段 — 北美洲     | 第一階段 — 北美洲                | 第一階段 — 北美洲 |
| ----------------- | ----------------- | ------------------------------------ | -------------------------------------------------------------- | --------------------- | -------------------------------- | ----------------- |
| 2018年5月8日      | 格蘭岱爾          | 美国                                 | 鳳凰城大學體育場 （University of Phoenix Stadium）             | 卡蜜拉·卡貝羅 查莉XCX | 59,157 / 59,157                  | $7,214,478        |
| 2018年5月11日     | 聖塔克拉拉        | 美国                                 | 李維斯體育場 （Levi's Stadium）                                | 卡蜜拉·卡貝羅 查莉XCX | 107,550 / 107,550                | $14,006,963       |
| 2018年5月12日     | 聖塔克拉拉        | 美国                                 | 李維斯體育場 （Levi's Stadium）                                | 卡蜜拉·卡貝羅 查莉XCX | 107,550 / 107,550                | $14,006,963       |
| 2018年5月18日     | 帕薩迪納          | 美国                                 | 玫瑰碗 （Rose Bowl）                                           | 卡蜜拉·卡貝羅 查莉XCX | 118,084 / 118,084                | $16,251,980       |
| 2018年5月19日     | 帕薩迪納          | 美国                                 | 玫瑰碗 （Rose Bowl）                                           | 卡蜜拉·卡貝羅 查莉XCX | 118,084 / 118,084                | $16,251,980       |
| 2018年5月22日     | 西雅圖            | 美国                                 | 世紀互聯球場 （CenturyLink Field）                             | 查莉XCX               | 56,021 / 56,021                  | $8,672,219        |
| 2018年5月25日     | 丹佛              | 美国                                 | 邁爾海城體育管理局球場 （Sports Authority Field at Mile High） | 卡蜜拉·卡貝羅 查莉XCX | 57,140 / 57,140                  | $7,926,366        |
| 2018年6月1日      | 芝加哥            | 美国                                 | 軍人球場 （Soldier Field）                                     | 卡蜜拉·卡貝羅 查莉XCX | 105,208 / 105,208                | $14,576,679       |
| 2018年6月2日      | 芝加哥            | 美国                                 | 軍人球場 （Soldier Field）                                     | 卡蜜拉·卡貝羅 查莉XCX | 105,208 / 105,208                | $14,576,679       |
| 第二階段 — 歐洲   |                   |                                      |                                                                |                       |                                  |                   |
| 2018年6月8日      | 曼徹斯特          | 英国                                 | 阿提哈德球場 （Etihad Stadium）                                | 卡蜜拉·卡貝羅 查莉XCX | 77,258 / 77,258                  | $6,169,724        |
| 2018年6月9日      | 曼徹斯特          | 英国                                 | 阿提哈德球場 （Etihad Stadium）                                | 卡蜜拉·卡貝羅 查莉XCX | 77,258 / 77,258                  | $6,169,724        |
| 2018年6月15日     | 都柏林            | 爱尔兰                               | 克羅克公園 （Croke Park）                                      | 卡蜜拉·卡貝羅 查莉XCX | 133,034 / 133,034                | $8,567,769        |
| 2018年6月16日     | 都柏林            | 爱尔兰                               | 克羅克公園 （Croke Park）                                      | 卡蜜拉·卡貝羅 查莉XCX | 133,034 / 133,034                | $8,567,769        |
| 2018年6月22日     | 倫敦              | 英国                                 | 溫布利球場 （Wembley Stadium）                                 | 卡蜜拉·卡貝羅 查莉XCX | 143,427 / 143,427                | $12,214,933       |
| 2018年6月23日     | 倫敦              | 英国                                 | 溫布利球場 （Wembley Stadium）                                 | 卡蜜拉·卡貝羅 查莉XCX | 143,427 / 143,427                | $12,214,933       |
| 第三階段 — 北美洲 |                   |                                      |                                                                |                       |                                  |                   |
| 2018年6月30日     | 路易維爾          | 美国                                 | 棒約翰紅雀體育場 （Papa John's Cardinal Stadium）              | 卡蜜拉·卡貝羅 查莉XCX | 52,138 / 52,138                  | $4,928,219        |
| 2018年7月7日      | 哥倫布            | 美国                                 | 俄亥俄體育場 （Ohio Stadium）                                  | 卡蜜拉·卡貝羅 查莉XCX | 62,897 / 62,897                  | $6,606,529        |
| 2018年7月10日     | 蘭德歐弗          | 美国                                 | 聯邦快遞球場 （FedExField）                                    | 卡蜜拉·卡貝羅 查莉XCX | 95,672 / 95,672                  | $11,396,004       |
| 2018年7月11日     | 蘭德歐弗          | 美国                                 | 聯邦快遞球場 （FedExField）                                    | 卡蜜拉·卡貝羅 查莉XCX | 95,672 / 95,672                  | $11,396,004       |
| 2018年7月13日     | 費城              | 美国                                 | 林肯金融球場 （Lincoln Financial Field）                       | 卡蜜拉·卡貝羅 查莉XCX | 107,378 / 107,378                | $11,951,047       |
| 2018年7月14日     | 費城              | 美国                                 | 林肯金融球場 （Lincoln Financial Field）                       | 卡蜜拉·卡貝羅 查莉XCX | 107,378 / 107,378                | $11,951,047       |
| 2018年7月17日     | 克里夫蘭          | 美国                                 | 第一能源體育場 （FirstEnergy Stadium）                         | 卡蜜拉·卡貝羅 查莉XCX | 51,323 / 51,323                  | $5,148,757        |
| 2018年7月20日     | 東盧瑟福          | 美国                                 | 大都會人壽體育場 （MetLife Stadium）                           | 卡蜜拉·卡貝羅 查莉XCX | 165,654 / 165,654                | $22,031,386       |
| 2018年7月21日     | 東盧瑟福          | 美国                                 | 大都會人壽體育場 （MetLife Stadium）                           | 卡蜜拉·卡貝羅 查莉XCX | 165,654 / 165,654                | $22,031,386       |
| 2018年7月22日     | 東盧瑟福          | 美国                                 | 大都會人壽體育場 （MetLife Stadium）                           | 卡蜜拉·卡貝羅 查莉XCX | 165,654 / 165,654                | $22,031,386       |
| 2018年7月26日     | 福克斯堡          | 美国                                 | 吉列體育場 （Gillette Stadium）                                | 卡蜜拉·卡貝羅 查莉XCX | 174,764 / 174,764                | $21,779,846       |
| 2018年7月27日     | 福克斯堡          | 美国                                 | 吉列體育場 （Gillette Stadium）                                | 卡蜜拉·卡貝羅 查莉XCX | 174,764 / 174,764                | $21,779,846       |
| 2018年7月28日     | 福克斯堡          | 美国                                 | 吉列體育場 （Gillette Stadium）                                | 卡蜜拉·卡貝羅 查莉XCX | 174,764 / 174,764                | $21,779,846       |
| 2018年8月3日      | 多倫多            | 加拿大                               | 羅傑斯中心 （Rogers Centre）                                   | 卡蜜拉·卡貝羅 查莉XCX | 100,310 / 100,310                | $11,177,000       |
| 2018年8月4日      | 多倫多            | 加拿大                               | 羅傑斯中心 （Rogers Centre）                                   | 卡蜜拉·卡貝羅 查莉XCX | 100,310 / 100,310                | $11,177,000       |
| 2018年8月7日      | 匹茲堡            | 美国                                 | 亨氏球場 （Heinz Field）                                       | 卡蜜拉·卡貝羅 查莉XCX | 56,445 / 56,445                  | $6,230,876        |
| 2018年8月10日     | 亞特蘭大          | 美国                                 | 梅賽德斯-賓士體育場 （Mercedes-Benz Stadium）                  | 卡蜜拉·卡貝羅 查莉XCX | 116,746 / 116,746                | $18,089,415       |
| 2018年8月11日     | 亞特蘭大          | 美国                                 | 梅賽德斯-賓士體育場 （Mercedes-Benz Stadium）                  | 卡蜜拉·卡貝羅 查莉XCX | 116,746 / 116,746                | $18,089,415       |
| 2018年8月14日     | 坦帕              | 美国                                 | 雷蒙德·詹姆士體育場 （Raymond James Stadium）                  | 卡蜜拉·卡貝羅 查莉XCX | 55,909 / 55,909                  | $7,244,264        |
| 2018年8月18日     | 邁阿密            | 美国                                 | 硬石體育場 （Hard Rock Stadium）                               | 卡蜜拉·卡貝羅 查莉XCX | 47,818 / 47,818                  | $7,072,164        |
| 2018年8月25日     | 納許維爾          | 美国                                 | 日產體育場 （Nissan Stadium）                                  | 卡蜜拉·卡貝羅 查莉XCX | 56,112 / 56,112                  | $9,007,179        |
| 2018年8月28日     | 底特律            | 美国                                 | 福特球場 （Ford Field）                                        | 卡蜜拉·卡貝羅 查莉XCX | 49,458 / 49,458                  | $6,597,845        |
| 2018年8月31日     | 明尼阿波利斯      | 美国                                 | 美國合眾銀行體育場 （U.S. Bank Stadium）                       | 卡蜜拉·卡貝羅 查莉XCX | 98,773 / 98,773                  | $10,242,023       |
| 2018年9月1日      | 明尼阿波利斯      | 美国                                 | 美國合眾銀行體育場 （U.S. Bank Stadium）                       | 卡蜜拉·卡貝羅 查莉XCX | 98,773 / 98,773                  | $10,242,023       |
| 2018年9月8日      | 堪薩斯城          | 美国                                 | 箭頭體育場 （Arrowhead Stadium）                               | 卡蜜拉·卡貝羅 查莉XCX | 58,611 / 58,611                  | $6,730,137        |
| 2018年9月15日     | 印第安納波利斯    | 美国                                 | 魯卡斯石油體育場 （Lucas Oil Stadium）                         | 卡蜜拉·卡貝羅 查莉XCX | 55,729 / 55,729                  | $6,531,245        |
| 2018年9月18日     | 聖路易斯          | 美国                                 | 美國中心巨蛋 （The Dome at America's Center）                  | 卡蜜拉·卡貝羅 查莉XCX | 47,831 / 47,831                  | $4,884,054        |
| 2018年9月22日     | 紐奧良            | 美国                                 | 梅賽德斯-賓士超級巨蛋 （Mercedes-Benz Superdome）              | 卡蜜拉·卡貝羅 查莉XCX | 53,172 / 53,172                  | $6,491,546        |
| 2018年9月29日     | 休士頓            | 美国                                 | NRG體育場 （NRG Stadium）                                      | 卡蜜拉·卡貝羅 查莉XCX | 53,800 / 53,800                  | $9,350,275        |
| 2018年10月5日     | 阿靈頓            | 美国                                 | AT&T體育場 （AT&T Stadium）                                    | 卡蜜拉·卡貝羅 查莉XCX | 105,002 / 105,002                | $15,006,157       |
| 2018年10月6日     | 阿靈頓            | 美国                                 | AT&T體育場 （AT&T Stadium）                                    | 卡蜜拉·卡貝羅 查莉XCX | 105,002 / 105,002                | $15,006,157       |
| 第四階段 — 大洋洲 |                   |                                      |                                                                |                       |                                  |                   |
| 2018年10月19日    | 伯斯              |                                      | 奧圖斯體育場 （Optus Stadium）                                 | 查莉XCX 布魯茲雙人組  | 50,981 / 50,981                  | $4,153,658        |
| 2018年10月26日    | 墨爾本            | 漫威體育場 （Marvel Stadium）        | 63,027 / 63,027                                                | 查莉XCX 布魯茲雙人組  | $6,755,570                       |                   |
| 2018年11月2日     | 悉尼              | 澳洲新西蘭銀行體育場 （ANZ Stadium） | 72,805 / 72,805                                                | 查莉XCX 布魯茲雙人組  | $7,686,564                       |                   |
| 2018年11月6日     | 布里斯本          | 加巴球場 （The Gabba）               | 43,907 / 43,907                                                | 查莉XCX 布魯茲雙人組  | $4,338,127                       |                   |
| 2018年11月9日     | 奧克蘭            | 新西兰                               | 斯馬特山體育場 （Mount Smart Stadium）                         | 查莉XCX 布魯茲雙人組  | 35,749 / 35,749                  | $3,617,593        |
| 第五階段 — 亞洲   |                   |                                      |                                                                |                       |                                  |                   |
| 2018年11月20日    | 東京              | 日本                                 | 東京巨蛋 （Tokyo Dome / 東京ドーム）                           | 查莉XCX               | 100,109 / 100,109                | $14,859,847       |
| 2018年11月21日    | 東京              | 日本                                 | 東京巨蛋 （Tokyo Dome / 東京ドーム）                           | 查莉XCX               | 100,109 / 100,109                | $14,859,847       |
| 总计              | 总计              | 总计                                 | 总计                                                           | 总计                  | 2,886,006 / 2,886,006 (100%）    | $345,508,465      |

## 《舉世盛名體育場巡迴演唱會驚喜歌曲歌單》
《舉世盛名體育場巡迴演唱會驚喜歌曲歌單》是美國創作歌手泰勒絲的一張合輯，裡面收錄泰勒絲在舉世盛名體育場巡迴演唱會唱的所有驚喜歌曲。這張合輯僅在數位平台上發行，並於2018年11月30日發行。這張合輯包含許多不同音樂類型的歌曲，有流行及鄉村。
| 曲目列表 | 曲目列表                                                                       | 曲目列表                                    | 曲目列表                                  | 曲目列表 |
| 曲序     | 曲目                                                                           | 词曲                                        | 製作人                                    | 时长     |
| -------- | ------------------------------------------------------------------------------ | ------------------------------------------- | ----------------------------------------- | -------- |
| 1.       | 回憶太清晰 All Too Well（收錄於《紅色》）                                      | 泰勒絲 利茲·羅斯                            | 泰勒絲 內森‧查普曼                        | 5:29     |
| 2.       | 狂野之夢 Wildest Dreams（收錄於《1989》）                                      | 泰勒絲 馬克斯·馬丁 歇爾貝克                 | 馬丁 歇爾貝克                             | 3:40     |
| 3.       | 完美的一天 The Best Day（收錄於《無懼的愛》）                                  | 泰勒絲                                      | 泰勒絲 查普曼                             | 4:06     |
| 4.       | 紅色 Red（收錄於《紅色》）                                                     | 泰勒絲                                      | 泰勒絲 查普曼 丹‧哈夫                     | 3:43     |
| 5.       | 聖地 Holy Ground（收錄於《紅色》）                                             | 泰勒絲                                      | 傑夫·巴斯克                               | 3:22     |
| 6.       | 淚灑吉他 Teardrops on My Guitar（收錄於《泰勒絲》）                            | 泰勒絲 羅斯                                 | 查普曼                                    | 3:24     |
| 7.       | 我們的歌 Our Song（收錄於《泰勒絲》）                                          | 泰勒絲                                      | 查普曼                                    |          |
| 8.       | 二十二歲 22（收錄於《紅色》）                                                  | 泰勒絲 馬丁 歇爾貝克                        | 馬丁 歇爾貝克                             | 3:23     |
| 9.       | 我知道你是大麻煩 I Knew You Were Trouble（收錄於《紅色》）                     | 泰勒絲 馬丁 歇爾貝克                        | 馬丁 歇爾貝克                             | 3:39     |
| 10.      | 無愛不活 I Don't Wanna Live Forever（收錄於《格雷的五十道陰影：束縛-原聲帶》） | 泰勒絲 杰克·安东诺夫 山姆‧杜                | 安東諾夫                                  | 4:07     |
| 11.      | 太刻薄 Mean（收錄於《爱的告白》）                                              | 泰勒絲                                      | 泰勒絲 查普曼                             | 3:58     |
| 12.      | 追愛秘笈 How You Get the Girl（收錄於《1989》）                                | 泰勒絲 馬丁 歇爾貝克                        | 馬丁 歇爾貝克                             | 4:07     |
| 13.      | 自然而然 So It Goes...（收錄於《舉世盛名》）                                   | 泰勒絲 馬丁 歇爾貝克                        | 馬丁 歇爾貝克                             | 3:47     |
| 14.      | 十五岁 Fifteen（收錄於《無懼的愛》）                                           | 泰勒絲                                      | 泰勒絲 查普曼                             | 4:55     |
| 15.      | 我的最愛 Mine（收錄於《爱的告白》）                                            | 泰勒絲                                      | 泰勒絲 查普曼                             | 3:51     |
| 16.      | 火花飞舞 Sparks Fly（收錄於《爱的告白》）                                      | 泰勒絲                                      | 泰勒絲 查普曼                             | 4:22     |
| 17.      | 恩寵狀態 State of Grace（收錄於《紅色》）                                      | 泰勒絲                                      | 泰勒絲 查普曼                             | 4:55     |
| 18.      | 心神不寧 Haunted（收錄於《爱的告白》）                                         | 泰勒絲                                      | 泰勒絲 查普曼                             | 4:05     |
| 19.      | 長不大 Never Grow Up（收錄於《爱的告白》）                                     | 泰勒絲                                      | 泰勒絲 查普曼                             | 4:02     |
| 20.      | 危險關係 Treacherous（收錄於《紅色》）                                         | 泰勒絲 丹·威森                              | 威森                                      | 4:02     |
| 21.      | 寶貝 Babe（收錄於《重裝登場》）                                                | 泰勒絲 派屈克·莫納漢                        | 克斯蒂安·布希 珍妮弗·奈特勒 斯朱利安·雷蒙 | 3:35     |
| 22.      | 歡迎光臨紐約 Welcome to New York（收錄於《1989》）                             | 泰勒絲 瑞恩·泰德                            | 泰勒絲 泰德 諾埃爾·薩卡內拉               | 3:32     |
| 23.      | 無懼的愛 Fearless（收錄於《無懼的愛》）                                        | 泰勒絲 羅斯 希拉蕊·琳西                     | 泰勒絲 查普曼                             | 4:02     |
| 24.      | 愛情魔力 Enchanted（收錄於《爱的告白》）                                       | 泰勒絲                                      | 泰勒絲 查普曼                             | 5:53     |
| 25.      | 改變 Change（收錄於《無懼的愛》）                                              | 泰勒絲                                      | 泰勒絲 查普曼                             | 4:41     |
| 26.      | 有你有我 Ours（收錄於《爱的告白》）                                            | 泰勒絲                                      | 泰勒絲 查普曼                             | 3:59     |
| 27.      | 不再迷惘 Out of the Woods（收錄於《1989》）                                    | 泰勒絲 安东诺夫                             | 泰勒絲 安东诺夫                           | 3:55     |
| 28.      | 回來我身邊 Come Back... Be Here（收錄於《紅色》）                              | 泰勒絲 丹‧威森                              | 威森                                      | 3:43     |
| 29.      | 一席之地 A Place in This World（收錄於《泰勒絲》）                             | 泰勒絲 勞勃·埃利斯·奧羅爾 安傑洛·佩特拉利亞 | 奧羅爾 查普曼                             | 3:22     |
| 30.      | 這份愛 This Love（收錄於《1989》）                                             | 泰勒絲                                      | 泰勒絲 查普曼                             | 4:10     |
| 31.      | 幸運的人 The Lucky One（收錄於《紅色》）                                       | 泰勒絲                                      | 巴斯克                                    | 4:00     |
| 32.      | 隱形 Invisible（收錄於《泰勒絲》）                                             | 泰勒絲 奧羅爾 佩特拉利亞                    | 查普曼                                    | 3:25     |
| 33.      | 呼吸 （科爾比·凱雷客串） Breathe（收錄於《無懼的愛》）                         | 泰勒絲 凱雷                                 | 泰勒絲 查普曼                             | 4:24     |
| 34.      | 更好的男人（原唱：小大城） Better Man（收錄於《The Breaker》）                 | 泰勒絲                                      | 潔‧九絲                                   | 4:23     |
| 35.      | 墜入情網 Jump Then Fall（收錄於《無懼的愛》）                                  | 泰勒絲                                      | 泰勒絲 查普曼                             | 3:58     |
| 36.      | 重新開始 Begin Again（收錄於《紅色》）                                         | 泰勒絲                                      | 泰勒絲 查普曼 哈夫                        | 3:59     |
| 37.      | 用一個微笑做自己 Tied Together with a Smile（收錄於《泰勒絲》）                | 泰勒絲 羅斯                                 | 查普曼                                    | 4:11     |
| 38.      | 我們的故事 The Story of Us（收錄於《爱的告白》）                               | 泰勒絲                                      | 泰勒絲 查普曼                             | 4:27     |
| 39.      | 天長地久 Forever & Always（收錄於《無懼的愛》）                                | 泰勒絲                                      | 泰勒絲 查普曼                             | 3:46     |
| 40.      | 給史蒂芬 Hey Stephen（收錄於《無懼的愛》）                                     | 泰勒絲                                      | 泰勒絲 查普曼                             | 4:16     |
| 41.      | 愛的告白 Speak Now（收錄於《爱的告白》）                                       | 泰勒絲                                      | 泰勒絲 查普曼                             | 4:03     |
| 42.      | 樂園 Wonderland（收錄於《1989》）                                              | 泰勒絲 馬丁 歇爾貝克                        | 馬丁 歇爾貝克                             | 4:05     |
| 43.      | 白馬王子 White Horse（收錄於《無懼的愛》）                                     | 泰勒絲 羅斯                                 | 泰勒絲 查普曼                             | 3:55     |
| 44.      | 在你身邊時 我只是我 I'm Only Me When I'm with You（收錄於《泰勒絲》）          | 泰勒絲 奧羅爾 佩特拉利亞                    | 查普曼                                    | 3:35     |
| 45.      | 星光 Starlight（收錄於《紅色》）                                               | 泰勒絲                                      | 泰勒絲 查普曼 哈夫                        | 3:40     |
| 46.      | 秘密基地 I Know Places（收錄於《1989》）                                       | 泰勒絲 泰德                                 | 泰勒絲 泰德 諾埃爾·薩卡內拉               | 3:15     |
| 总时长： | 总时长：                                                                       | 总时长：                                    | 总时长：                                  | 3:05:44  |